# Asociación de Fútbol de Irlanda
La Asociación de Fútbol de Irlanda (FAI) (en inglés: Football Association of Ireland, en irlandés: Cumann Peile na hÉireann) es el organismo rector del fútbol en la República de Irlanda. Fue fundada en 1921, es miembro de la FIFA desde 1923 y de la UEFA desde 1958. No confundir con la Asociación Irlandesa de Fútbol (Irish Football Association) (IFA), que es cuerpo organizativo del fútbol en Irlanda del Norte.

## Historia

### Escisión de la IFA

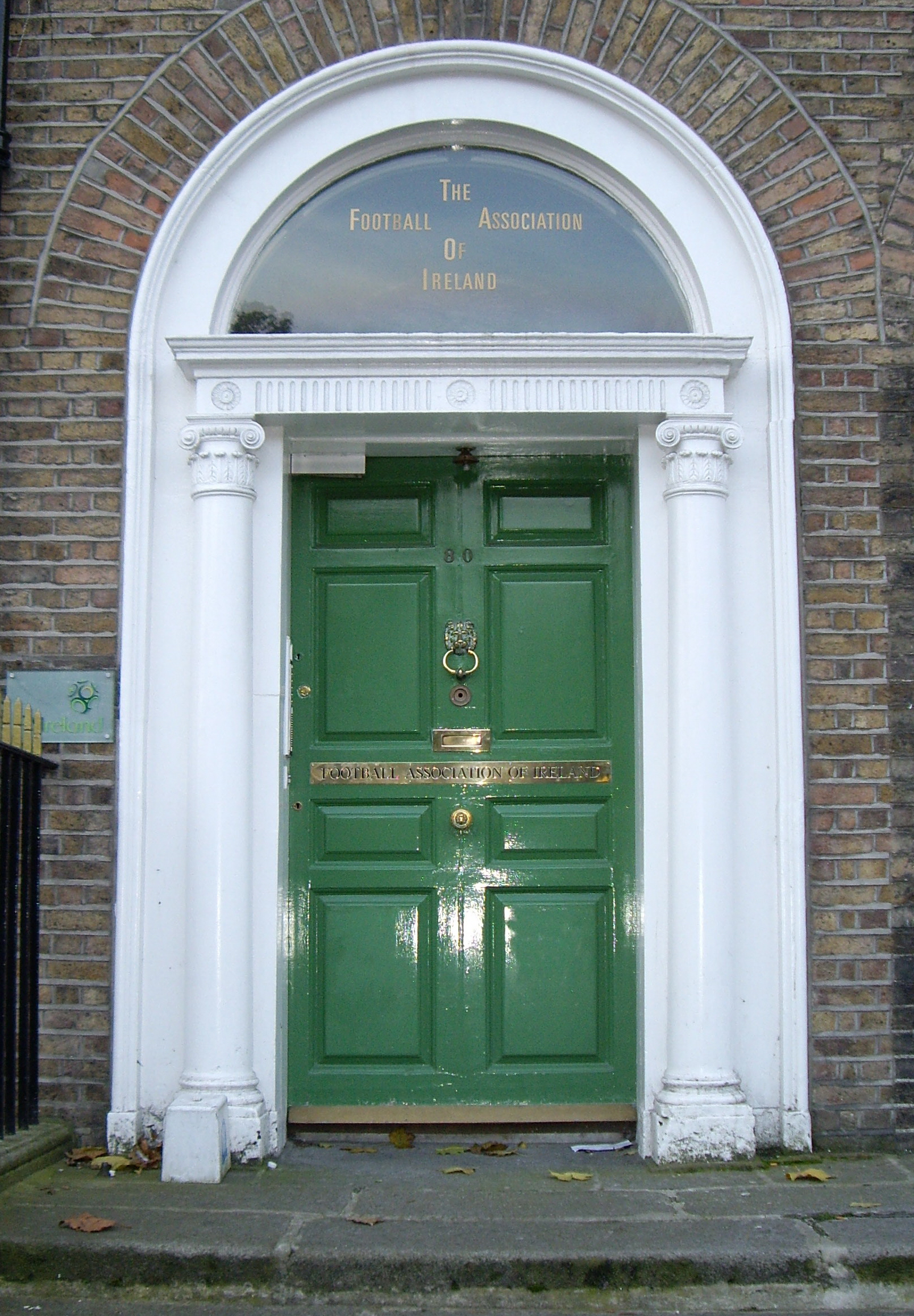
Antiguo edificio de la sede de la Football Association of Ireland en Merrion Square, Dublín.

La FAI se formó en Dublín en septiembre de 1921 por la Liga de Fútbol de Irlanda, fundada el mes de junio, y el Leinster FA, que se había retirado de la IFA en junio. Este fue el punto culminante de una serie de controversias acerca de la supuesta parcialidad de Belfast en la IFA. La IFA se fundó en 1880 en Belfast, como órgano rector del fútbol en la isla de Irlanda, que era entonces una sola nación (Home Nation) del Reino Unido. El Leinster FA se fundó como una filial en 1892 para fomentar el juego en Leinster, fuera del corazón del Úlster. En 1921, todos los clubes de la Liga irlandesa, excepto dos, se basaron en el Úlster, en lo que se había convertido Irlanda del Norte el año anterior. Si bien esto refleja en gran medida el equilibrio de fuerzas en el fútbol de Irlanda, los clubes del sur sentían que la IFA estaba haciendo muy poco para promover el fútbol lejos de los clubes profesionales. En otros lugares el fútbol estaba bajo la presión de la Asociación Atlética Gaélica, que prohibió el fútbol considerándolo como un juego "extranjero". La Primera Guerra Mundial provocó que la Liga irlandesa fuese suspendida y sustituida por ligas regionales, augurando una escisión final. Los miembros de Belfast eran principalmente Unionistas, mientras que los miembros de Dublín eran Nacionalistas. Las tensiones se agravaron por la guerra de independencia irlandesa de 1919-21, que interrumpió el contacto entre los clubes del norte y del sur e impidió la reanudación de la Liga irlandesa. La situación de seguridad provocó que la IFA organizase la repetición de la semifinal de la Irish Cup de abril de 1921 entre el Glenavon y el Shelbourne, disputada en Belfast, y no en Dublín como señalaba la convención dictada.
Ambos organismos inicialmente reclamaron representar a toda la isla. La escisión entre Irlanda del Sur (que en 1922 se convirtió en el Estado Libre Irlandés) e Irlanda del Norte no provocó ninguna ruptura entre los organismos de otros deportes, tales como la Irish Rugby Football Union. La Munster FA, originalmente dominada por la armada británica, había caído en desuso tras el estallido de la Primera Guerra Mundial, y fue refundada en 1922 con la ayuda de la FAI. La Falls League, con sede en Falls Road, Belfast, se afilió a la FAI y desde ahí el Alton United logró la FAI Cup en 1923. Sin embargo, cuando la FAI aceptó entrar en FIFA en ese mismo año fue admitida como FAIFS (Football Association of the Irish Free State) basada en una jurisdicción de 26 condados (esta jurisdicción se mantiene, aunque el Derry City, de Irlanda del Norte, fue la excepción por un acuerdo con la FIFA y la IFA, para ingresar en la liga de Irlanda en 1985). Surgieron entonces unas tentativas de reconciliación: en una reunión de 1923, la IFA rechazó una propuesta de la FAIFS para ser una filial autónoma de la FAIFS. En una reunión en 1924 en Liverpool, promovida por la FA inglesa, se estuvo cerca de lograr una solución federetiva, pero la IFA insistió en proporcionar el presidente del comité de la selección del equipo internacional. Una nueva reunión en 1932 acordó compartir este rol, pero fracasaron cuando la FAIFS exigió uno de los dos lugares de la IFA en la International Football Association Board.
La IFA no se sintió obligada a abstenerse de seleccionar a los jugadores del Estado Libre para sus partidos internacionales. La denominación Asociación de Fútbol de Irlanda fue readoptado por la FAIFS en 1936, anticipándose al cambio de nombre del estado en la pendiente Constitución irlandesa. La FAI comenzó, pues, a seleccionar jugadores de Irlanda del Norte basándose en los artículos 2 y 3 de dicha Constitución. Una serie de jugadores representaron a la FAI irlandesa (contra miembros de FIFA de la Europa continental) y la IFA, también irlandesa (en el British Home Championship), cuyos miembros se habían retirado de FIFA en 1920). Poco después de que IFA reentrase en FIFA en 1946, la FAI detuvo la selección de jugadores norirlandeses. La IFA detuvo, a su vez, la selección de jugadores surirlandeses tras las quejas vertidas por la FAI a FIFA en 1950.

### Consolidación
Durante muchos años, el fútbol fue limitado en gran medida a Dublín y algunas ciudades de la provincia. En algunas ciudades el juego había sido iniciado por los equipos del ejército británico, lo que provocó el  alias de "juego de guarnición". El fútbol se jugaba en un número relativamente reducido de escuelas: las escuelas de clase media a favor de la unión de rugby, mientras que otras, especialmente las gestionadas por los Hermanos Cristianos, a favor de los juegos gaélicos. Desde finales de la década de 1960, el fútbol empezó a lograr una mayor popularidad. El ministro Donogh O'Malley inició un nuevo programa de escuelas financiadas en 1966, muchas de ellas con campos de fútbol y equipos. La prohibición de la Asociación Atlética Gaélica a sus miembros de jugar a juegos "extranjeros" se levantó en 1971. La televisión RTÉ, fundada en 1962, y la televisión británica (disponible en casi todas las redes de cable o microondas de la década de 1970), emitían fútbol con regularidad. Por encima de todo, el creciente éxito internacional de finales de la década de 1980 proporcionó una mayor exposición en televisión, más seguidores y más fondos para la FAI.